# Левые республиканцы Каталонии

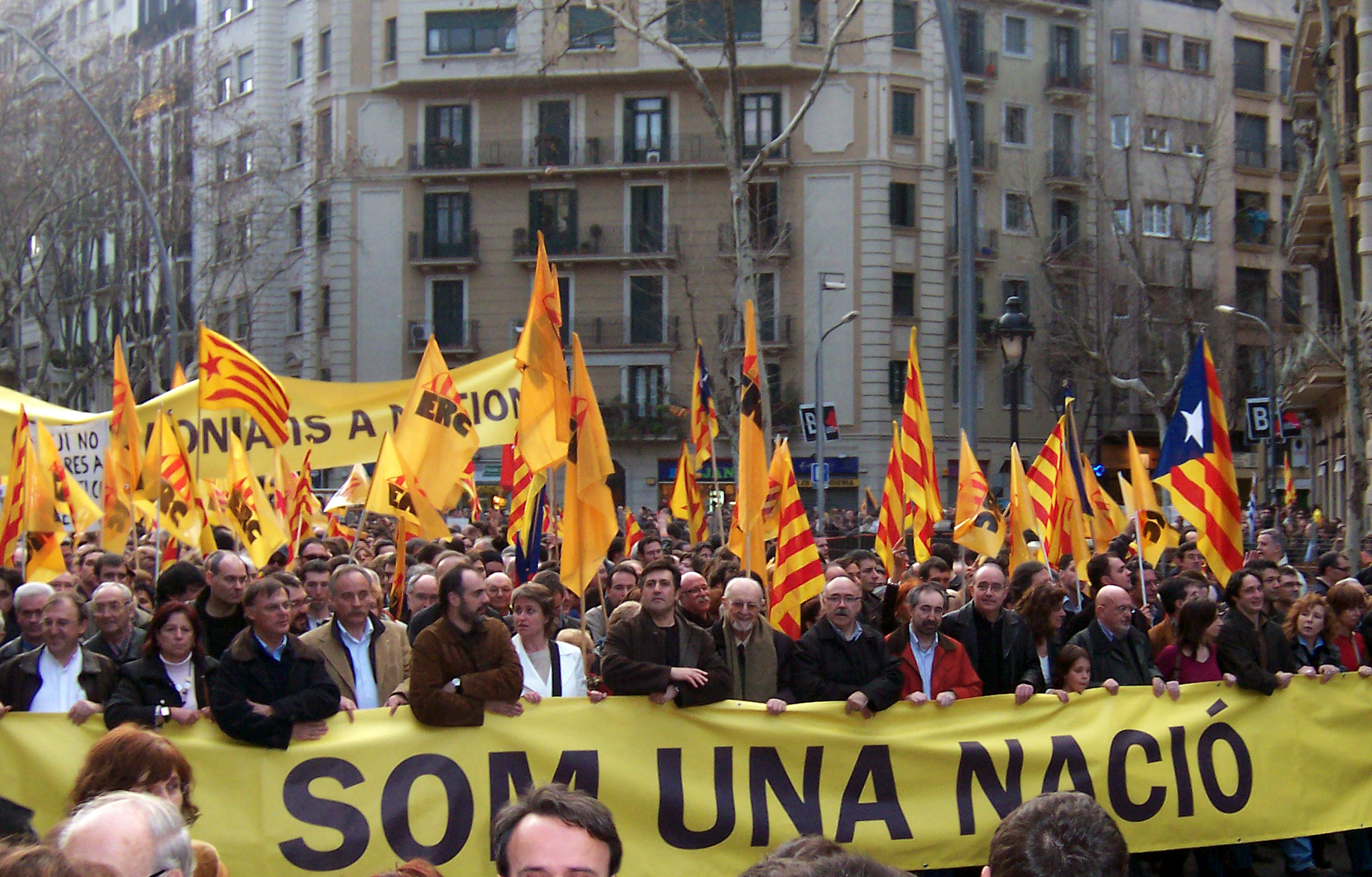
Демонстрация в Барселоне, организованная республиканскими левыми Каталонии 18 февраля 2006 года под лозунгом «Мы — нация»

Левые республиканцы Каталонии (кат. Esquerra Republicana de Catalunya, сокращенно ERC) — левая политическая партия Каталонии, главной политической целью которой является независимость Каталонских стран от Испании и Франции. Идеология партии считается демократической социалистической или социал-демократической, националистической и индепендентистской. Официальным цветом партии является оранжевый цвет. Возглавляет партию Ориол Жункерас, с ноября 2017 года находящийся в испанской тюрьме по обвинению в организации мятежа; текущее руководство осуществляет генеральный секретарь партии Марта Ровира, скрывающаяся от испанского правосудия в Швейцарии.

## История
Левые республиканцы Каталонии — старейшая из существующих каталонских партий, а также единственная, на протяжении всего своего существования поддерживавшая идею независимой каталонской нации. Партия была основана на конференции левых Каталонии (Conferència d’esquerres) 12-19 марте 1931 года посредством объединения партии «Каталонское государство» (Эстат Катала) во главе с Франсеском Масия, Каталонской республиканской партии во главе с Луисом Компанисом и группы L'Opinió. 
Партия победила на муниципальных выборах 12 апреля 1931 года. Два дня спустя, 14 апреля, за несколько часов до провозглашения испанской республики в Мадриде, Масия объявил в Барселоне, что Каталония станет независимой республикой в составе Иберийской федерации. В сентябре 1932 года Испанские республиканские кортесы утвердили Статут автономии Каталонии, который, помимо других положений, предоставил каталонскому парламенту все законодательные полномочия: на выборах 20 ноября 1932 года левые республиканцы завоевали в нём подавляющее большинство мест.
6 октября 1934 года Луис Компанис, возглавивший Женералитет после смерти Франсеска Масия в декабре 1933 года провозгласил каталонское государство в составе Испанской федеративной республики в ответ на вступление в должность в Мадриде правых министров, опасаясь, что те подорвут автономию Каталонии. Выступление было быстро подавлено испанской армией, правительство Каталонии арестовано, а партийные лидеры приговорены к тюремному заключению.
В 1936 году, накануне гражданской войны в Испании, Левые республиканцы Каталонии вошли в состав Народного фронта, став ведущей силой регионального Левого фронта Каталонии. Во время войны партия пыталась сохранить единство фронта перед лицом растущей напряжённости между просоветской Объединенной социалистической партией Каталонии и подавляемыми той Рабочей партией марксистского единства (ПОУМ) и анархистами.
Партия была запрещена наряду со всеми другими участниками Народного фронта после победы Франциско Франко в 1939 году. Бывший президент каталонского Женералитета Луис Компанис был арестован немецкими агентами в сотрудничестве с вишистами и передан франкистам, казнившим его 15 октября 1940 года. 

## Идеология
Главные политические принципы партии определены в Декларации об идеологических принципах (кат.  Declaració Ideològica), разработанные в 1992 году и приняты в декабре 1993 года на XIX Национальном конгрессе партии. Согласно им, «Левые республиканцы Каталонии» главной целью определяет территориальное единство и независимость каталонской нации, построение собственной демократического государства, которое стало бы частью «европейского дома», защита окружающей среды, прав человека и народов, социальный прогресс и национальную солидарность каталонцев.
Упомянутые выше принципы определяются словами, которые являются составной названия партии: «республиканский строй» в отличие от испанской конституционной монархии, «левые» — социалистическая программа, «Каталония» — независимость всех Каталонских стран.
Несмотря на то, что в программных принципах говорится о независимости Каталонии, в 2006 г. партия выступила против изменений в Устав Автономной области Каталония, которые предусматривали расширение самоуправления, поскольку речь не шла о настоящей независимости. Эта позиция привела к парламентскому кризису и досрочным выборам в Парламент Каталонии в том же году.
По результатам выборов 1 ноября 2006 году в Парламенте Каталонии партия представлена 21 депутатом (третья по численности депутатская группа). Партия «Левые республиканцы Каталонии» является составной частью правящей парламентской коалиции, т. н. «Трипартита» (кат. tripartit). В испанском парламенте представлена 3 депутатами (пятая по численности группа депутатов), в европейском парламенте — 1 депутатом. Партия представлена 4 советниками (депутатами) в Городском совете Барселоны.
Партия представлена и в парламентах других автономных каталаноязычных территорий: 1 депутатом в Парламенте Балеарских о-вов (госпожа Аспаранса Мари, кат. Esperança Marí) и 1 советником на о-ве Мальорка (п. Жуан Лязо, кат. Joan Lladó). Партия представлена в 8 муниципалитетах о-ва Мальорка и одном на о-ве Ивиса.

## Результаты выборов

### Выборы в Конгресс депутатов
| Выборы в Конгресс депутатов |                          |         |             |               |           |                   |                     |
| Выборы | Лидер                    | Голоса  | % в Испании | % в Каталонии | Места     | Позиция в Испании | Позиция в Каталонии |
| 1931 | Франсеск Масия           | н/д     | 6,2         | н/д           | 29 из 470 | 4.º               | 1.º                 |
| 1933 | Франсеск Масия           | н/д     | 3,6         | н/д           | 17 из 473 | 8.º               | 2.º                 |
| 1936 | Луис Компанис            | н/д     | 4,4         | н/д           | 21 из 473 | 5.º               | 1.º                 |
| |                          |         |             |               |           |                   |                     |
| 1977 a | Эриберт Баррера          | 143 954 | 0,79        | 4,72          | 1 из 350  | 9.º               | 6.º                 |
| 1979 b | Эриберт Баррера          | 123 452 | 0,69        | 4,18          | 1 из 350  | 10.º              | 5.º                 |
| 1982 | Франсеск Висенс          | 138 118 | 0,66        | 4,02          | 1 из 350  | 9.º               | 5.º                 |
| 1986 | Франсеск Висенс          | 84 628  | 0,42        | 2,67          | 0 из 350  | 16.º              | 6.º                 |
| 1989 | Жоан Ортала              | 84 756  | 0,41        | 2,68          | 0 из 350  | 18º               | 6º                  |
| 1993 | Пилар Раола              | 189 632 | 0,8         | 5,10          | 1 из 350  | 8.º               | 5.º                 |
| 1996 | Пилар Раола              | 167 641 | 0,67        | 4,18          | 1 из 350  | 9.º               | 5.º                 |
| 2000 | Жоан Пучсеркос           | 194 715 | 0,84        | 5,64          | 1 из 350  | 9.º               | 4.º                 |
| 2004 | Жозеп-Льюис Карод-Ровира | 652 196 | 2,52        | 15,89         | 8 из 350  | 4.º               | 3.º                 |
| 2008 | Жоан Ридао               | 296 473 | 1,17        | 7,81          | 3 из 350  | 5.º               | 4.º                 |
| 2011 c | Альфред Боск             | 256 393 | 1,05        | 7,06          | 3 из 350  | 8.º               | 5.º                 |
| 2015 c | Габриэль Руфиан          | 599 289 | 2,39        | 15,98         | 9 из 350  | 8.º               | 2.º                 |
| a В составе коалиции Каталонская левая — Левый демократический фронт b Совместно с Национальным фронтом Каталонии и Социал-демократической партией Каталонии c В составе коалиции Республиканская левая Каталонии — «Каталонии Да» с партиями «Перегруппировка» и «Каталонии Да» |                          |         |             |               |           |                   |                     |

### Выборы в парламент Каталонии
| Выборы в парламент Каталонии |                         |         |       |           |         |  |  |
| Выборы | Лидер                   | Голоса  | %     | Места     | Позиция |  |  |
| 1932 | Франсеск Масия          | 269 550 | 52,6  | 56 из 85  | 1.º     |  |  |
| |                         |         |       |           |         |  |  |
| 1980 a | Эриберт Баррера         | 240 871 | 8,87  | 13 из 135 | 5.º     |  |  |
| 1984 | Эриберт Баррера         | 126 943 | 4,41  | 5 из 135  | 5.º     |  |  |
| 1988 | Жоан Ортала             | 111 647 | 4,14  | 6 из 135  | 5.º     |  |  |
| 1992 | Анжель Колом            | 210 366 | 7,96  | 11 из 135 | 3.º     |  |  |
| 1995 | Анжель Колом            | 305 867 | 9,49  | 13 из 135 | 4.º     |  |  |
| 1999 | Жозеп-Луис Карод-Ровира | 271 173 | 8,67  | 12 из 135 | 4.º     |  |  |
| 2003 b | Жозеп-Луис Карод-Ровира | 544 324 | 16,5  | 23 из 135 | 3.º     |  |  |
| 2006 | Жозеп-Луис Карод-Ровира | 413 683 | 14,05 | 21 из 135 | 3.º     |  |  |
| 2010 | Жоан Пучсеркос          | 219 173 | 7,00  | 10 из 135 | 5.º     |  |  |
| 2012 c | Ориол Жункерас          | 498 124 | 13,70 | 19 из 135 | 2.º     |  |  |
| 2015 d | —                       | н/д     | н/д   | 20 из 135 | 1.º     |  |  |
| a Совместно с Социал-демократической партией Каталонии b При поддержке «Каталония 2003» c В составе коалиции Республиканская левая Каталонии — «Каталонии Да» d В составе коалиции «Вместе Да» |                         |         |       |           |         |  |  |

### Выборы в парламент Балеарских островов
| Выборы в парламент Балеарских островов |                   |        |      |       |         |
| Выборы                                 | Лидер             | Голоса | %    | Места | Позиция |
| 1995                                   |                   | 2 082  | 0,56 | 0     | 9º      |
| 1999                                   | Жозеп Серра       | 1 106  | 0,31 | 0     | 11º     |
| 2003                                   | Каталина Желаберт | 1 667  | 0,40 | 0     | 9º      |
| 2007 a                                 | Жоан Льядо        | 37 352 | 9,17 | 0     | 3º      |
| 2011                                   | Жоан Льядо        | 5 325  | 1,31 | 0     | 8º      |
| aВ составе коалиции «Блок за Мальорку» |                   |        |      |       |         |

### Выборы в Валенсийские кортесы
| Выборы в Валенсийские кортесы                |                      |        |      |       |         |
| Выборы                                       | Лидер                | Голоса | %    | Места | Позиция |
| 2003                                         | Агусти Серда         | 7 609  | 0,32 | 0     | 6º      |
| 2007                                         | Агусти Серда         | 11 686 | 0,49 | 0     | 6º      |
| 2011                                         | Агусти Серда         | 11 116 | 0,45 | 0     | 8º      |
| 2015 a                                       | Игнасио Бланко Жинер | 10 047 | 0,45 | 0     | 6º      |
| aВ составе коалиции «Гражданское соглашение» |                      |        |      |       |         |

## Участие в референдумах
- 1931 — Референдум об утверждении Статута об автономии Каталонии — «Да».
- 1976 — Референдум по Закону о политической реформе — не смогли принять участие в кампании, не будучи ещё легализованы.
- 1978 — Референдум по ратификации Конституции Испании — «Нет».
- 1979 — Референдум о Статуте автономии Каталонии — «Да».
- 1986 — Референдум о членстве Испании в НАТО — «Нет».
- 2005 — Испанский референдум по Конституции Европейского союза — «Нет».
- 2006 — Референдум по реформе Статута Автономии Каталонии — «Нет».
- 2017 — Референдум о независимости Каталонии — «Да».

## Руководство
Генеральные секретари:
- Март 1931—апрель 1931 — Жоан Луис Пужоль
- Апрель 1931—март 1932 — Жозеп Таррадельяс
- Март 1932—? — Жоан Таулер
- 1938—1957 — Жозеп Таррадельяс
- 1957—1976 — Жоан Саурет
- 1976—1987 — Эриберт Баррера
- 1987—1989 — Жоан Ортала
- 1989—1996 — Анжель Колом
- 1996—2004 — Жозеп-Луис Карод-Ровира
- 2004—2008 — Жоан Пучсеркос
- 2008—2011 — Жоан Ридао
- 2011—н. в. — Марта Ровира

Президенты:
- 1931—1932 — Жоаким Льоренс Абельо
- 1932—1933 — Франсеск Масия
- 1933—1935 —
  - Луис Компанис
  - Карлес Пи и Суньер
- 1936—1940 — Луис Компанис
- 1991—1995 — Эриберт Баррера
- 1995—1996 — Жауме Кампабадаль
- 1996—2004 — Хорди Карбонель
- 2004—2008 — Жозеп-Луис Карод-Ровира
- 2008—2011 — Жоан Пучсеркос
- 2011—н. в. — Уриол Жункерас

## Критика
В 2009 году генеральный прокурор Испании Кандидо Конде-Пумпидо сообщил о 730 случаях уголовного преследования по обвинению в коррупции в отношении должностных лиц политических партий, 5 из которых касались членов Республиканской левой Каталонии.
Одним из самых крупных коррупционных дел, в котором оказались замешаны члены партии, было Дело Федерации муниципалитетов Каталонии. В незаконном получении бонусов от Федерации муниципалитетов обвинялись 4 действующих мэра от левых республиканцев (Давид Родригес Гонсалес, Сольсонес, €7 500; Хуан Мигель, Монистроль-де-Монсеррат, €3 333; Марти Пуйоль, Льинарс-дель-Вальес, €3 333; Хавьер Касолива, Гисона, €3 333) и два бывших мэра (Тереса Жорда, бывший мэр города Риполь, позднее депутат испанского парламента, и Жозеп Косконера, бывший мэр города Гисона, позднее депутат каталонского парламента). В концов концов обвинения со всех подозреваемых были сняты.